# Lista de campeões da Major League Baseball em duplas
Esta é a lista de campeões em  rebatidas duplas da Major League Baseball, que reconhece os primeiros colocados da  Liga Americana e da Liga Nacional em cada temporada.

## Liga Americana
| Ano  | Jogador                                           | Time(s)                                            | Duplas |
| ---- | ------------------------------------------------- | -------------------------------------------------- | ------ |
| 1901 | - Nap Lajoie                                      | Philadelphia Athletics                             | 48     |
| 1902 | - Harry Davis - Ed Delahanty                      | Philadelphia Athletics Washington Senators         | 43     |
| 1903 | - Socks Seybold                                   | Philadelphia Athletics                             | 45     |
| 1904 | - Nap Lajoie                                      | Cleveland Naps                                     | 47     |
| 1905 | - Harry Davis                                     | Philadelphia Athletics                             | 47     |
| 1906 | - Nap Lajoie                                      | Cleveland Naps                                     | 48     |
| 1907 | - Harry Davis                                     | Philadelphia Athletics                             | 35     |
| 1908 | - Ty Cobb                                         | Detroit Tigers                                     | 36     |
| 1909 | - Sam Crawford                                    | Detroit Tigers                                     | 35     |
| 1910 | - Nap Lajoie                                      | Cleveland Naps                                     | 51     |
| 1911 | - Ty Cobb                                         | Detroit Tigers                                     | 47     |
| 1912 | - Tris Speaker                                    | Boston Red Sox                                     | 53     |
| 1913 | - Joe Jackson                                     | Cleveland Naps                                     | 39     |
| 1914 | - Tris Speaker                                    | Boston Red Sox                                     | 46     |
| 1915 | - Bobby Veach                                     | Detroit Tigers                                     | 40     |
| 1916 | - Jack Graney - Tris Speaker                      | Cleveland Indians                                  | 41     |
| 1917 | - Ty Cobb                                         | Detroit Tigers                                     | 44     |
| 1918 | - Tris Speaker                                    | Cleveland Indians                                  | 33     |
| 1919 | - Bobby Veach                                     | Detroit Tigers                                     | 45     |
| 1920 | - Tris Speaker                                    | Cleveland Indians                                  | 50     |
| 1921 | - Tris Speaker                                    | Cleveland Indians                                  | 52     |
| 1922 | - Tris Speaker                                    | Cleveland Indians                                  | 48     |
| 1923 | - Tris Speaker                                    | Cleveland Indians                                  | 59     |
| 1924 | - Harry Heilmann - Joe Sewell                     | Detroit Tigers Cleveland Indians                   | 45     |
| 1925 | - Marty McManus                                   | St. Louis Browns                                   | 33     |
| 1926 | - George Burns                                    | Cleveland Indians                                  | 64     |
| 1927 | - Lou Gehrig                                      | New York Yankees                                   | 52     |
| 1928 | - Lou Gehrig - Heinie Manush                      | New York Yankees St. Louis Browns                  | 47     |
| 1929 | - Charlie Gehringer - Roy Johnson - Heinie Manush | Detroit Tigers St. Louis Browns                    | 45     |
| 1930 | - Johnny Hodapp                                   | Cleveland Indians                                  | 49     |
| 1931 | - Earl Webb                                       | Boston Red Sox                                     | 67     |
| 1932 | - Eric McNair                                     | Philadelphia Athletics                             | 47     |
| 1933 | - Joe Cronin                                      | Washington Senators                                | 45     |
| 1934 | - Hank Greenberg                                  | Detroit Tigers                                     | 63     |
| 1935 | - Joe Vosmik                                      | Cleveland Indians                                  | 47     |
| 1936 | - Charlie Gehringer                               | Detroit Tigers                                     | 60     |
| 1937 | - Beau Bell                                       | St. Louis Browns                                   | 51     |
| 1938 | - Joe Cronin                                      | Boston Red Sox                                     | 51     |
| 1939 | - Red Rolfe                                       | New York Yankees                                   | 46     |
| 1940 | - Hank Greenberg                                  | Detroit Tigers                                     | 50     |
| 1941 | - Lou Boudreau                                    | Cleveland Indians                                  | 45     |
| 1942 | - Don Kolloway                                    | Chicago White Sox                                  | 40     |
| 1943 | - Dick Wakefield                                  | Detroit Tigers                                     | 38     |
| 1944 | - Lou Boudreau                                    | Cleveland Indians                                  | 45     |
| 1945 | - Wally Moses                                     | Chicago White Sox                                  | 35     |
| 1946 | - Mickey Vernon                                   | Washington Senators                                | 44     |
| 1947 | - Lou Boudreau                                    | Cleveland Indians                                  | 45     |
| 1948 | - Ted Williams                                    | Boston Red Sox                                     | 44     |
| 1949 | - Ted Williams                                    | Boston Red Sox                                     | 39     |
| 1950 | - George Kell                                     | Detroit Tigers                                     | 56     |
| 1951 | - George Kell - Sam Mele - Eddie Yost             | Detroit Tigers Washington Senators                 | 36     |
| 1952 | - Ferris Fain                                     | Philadelphia Athletics                             | 43     |
| 1953 | - Mickey Vernon                                   | Washington Senators                                | 43     |
| 1954 | - Mickey Vernon                                   | Washington Senators                                | 33     |
| 1955 | - Harvey Kuenn                                    | Detroit Tigers                                     | 38     |
| 1956 | - Jimmy Piersall                                  | Boston Red Sox                                     | 40     |
| 1957 | - Billy Gardner - Minnie Miñoso                   | Baltimore Orioles Chicago White Sox                | 36     |
| 1958 | - Harvey Kuenn                                    | Detroit Tigers                                     | 39     |
| 1959 | - Harvey Kuenn                                    | Detroit Tigers                                     | 42     |
| 1960 | - Tito Francona                                   | Cleveland Indians                                  | 36     |
| 1961 | - Al Kaline                                       | Detroit Tigers                                     | 41     |
| 1962 | - Floyd Robinson                                  | Chicago White Sox                                  | 45     |
| 1963 | - Carl Yastrzemski                                | Boston Red Sox                                     | 40     |
| 1964 | - Tony Oliva                                      | Minnesota Twins                                    | 43     |
| 1965 | - Zoilo Versalles - Carl Yastrzemski              | Minnesota Twins Boston Red Sox                     | 45     |
| 1966 | - Carl Yastrzemski                                | Boston Red Sox                                     | 39     |
| 1967 | - Tony Oliva                                      | Minnesota Twins                                    | 34     |
| 1968 | - Reggie Smith                                    | Boston Red Sox                                     | 37     |
| 1969 | - Tony Oliva                                      | Minnesota Twins                                    | 39     |
| 1970 | - Tony Oliva - Amos Otis - César Tovar            | Minnesota Twins Kansas City Royals Minnesota Twins | 36     |
| 1971 | - Reggie Smith                                    | Boston Red Sox                                     | 33     |
| 1972 | - Lou Piniella                                    | Kansas City Royals                                 | 33     |
| 1973 | - Sal Bando - Pedro Garcia                        | Oakland Athletics Milwaukee Brewers                | 32     |
| 1974 | - Joe Rudi                                        | Oakland Athletics                                  | 39     |
| 1975 | - Fred Lynn                                       | Boston Red Sox                                     | 47     |
| 1976 | - Amos Otis                                       | Kansas City Royals                                 | 40     |
| 1977 | - Hal McRae                                       | Kansas City Royals                                 | 54     |
| 1978 | - George Brett                                    | Kansas City Royals                                 | 45     |
| 1979 | - Cecil Cooper - Chet Lemon                       | Milwaukee Brewers Chicago White Sox                | 44     |
| 1980 | - Robin Yount                                     | Milwaukee Brewers                                  | 49     |
| 1981 | - Cecil Cooper                                    | Milwaukee Brewers                                  | 35     |
| 1982 | - Hal McRae - Robin Yount                         | Kansas City Royals Milwaukee Brewers               | 46     |
| 1983 | - Cal Ripken                                      | Baltimore Orioles                                  | 47     |
| 1984 | - Don Mattingly                                   | New York Yankees                                   | 44     |
| 1985 | - Don Mattingly                                   | New York Yankees                                   | 48     |
| 1986 | - Don Mattingly                                   | New York Yankees                                   | 53     |
| 1987 | - Paul Molitor                                    | Milwaukee Brewers                                  | 41     |
| 1988 | - Wade Boggs                                      | Boston Red Sox                                     | 45     |
| 1989 | - Wade Boggs                                      | Boston Red Sox                                     | 51     |
| 1990 | - George Brett - Jody Reed                        | Kansas City Royals Boston Red Sox                  | 45     |
| 1991 | - Rafael Palmeiro                                 | Texas Rangers                                      | 49     |
| 1992 | - Edgar Martínez - Frank Thomas                   | Seattle Mariners Chicago White Sox                 | 46     |
| 1993 | - John Olerud                                     | Toronto Blue Jays                                  | 54     |
| 1994 | - Chuck Knoblauch                                 | Minnesota Twins                                    | 45     |
| 1995 | - Albert Belle - Edgar Martínez                   | Cleveland Indians Seattle Mariners                 | 52     |
| 1996 | - Alex Rodriguez                                  | Seattle Mariners                                   | 54     |
| 1997 | - John Valentin                                   | Boston Red Sox                                     | 47     |
| 1998 | - Juan González                                   | Texas Rangers                                      | 50     |
| 1999 | - Shawn Green                                     | Toronto Blue Jays                                  | 45     |
| 2000 | - Carlos Delgado                                  | Toronto Blue Jays                                  | 57     |
| 2001 | - Jason Giambi                                    | Oakland Athletics                                  | 47     |
| 2002 | - Garret Anderson - Nomar Garciaparra             | Anaheim Angels Boston Red Sox                      | 56     |
| 2003 | - Garret Anderson - Vernon Wells                  | Anaheim Angels Toronto Blue Jays                   | 49     |
| 2004 | - Brian Roberts                                   | Baltimore Orioles                                  | 50     |
| 2005 | - Miguel Tejada                                   | Baltimore Orioles                                  | 50     |
| 2006 | - Grady Sizemore                                  | Cleveland Indians                                  | 53     |
| 2007 | - Magglio Ordóñez                                 | Detroit Tigers                                     | 54     |
| 2008 | - Dustin Pedroia                                  | Boston Red Sox                                     | 54     |
| 2009 | - Brian Roberts                                   | Baltimore Orioles                                  | 56     |
| 2010 | - Adrián Beltré                                   | Boston Red Sox                                     | 49     |
| 2011 | - Miguel Cabrera                                  | Detroit Tigers                                     | 48     |
| 2012 | - Alex Gordon                                     | Kansas City Royals                                 | 51     |
| 2013 | - Manny Machado                                   | Baltimore Orioles                                  | 51     |
| 2014 | - Miguel Cabrera                                  | Detroit Tigers                                     | 52     |
| 2015 | - Michael Brantley                                | Cleveland Indians                                  | 45     |
| 2016 | - David Ortiz                                     | Boston Red Sox                                     | 48     |
| 2017 | - José Ramírez                                    | Cleveland Indians                                  | 56     |
| 2018 | - Alex Bregman                                    | Houston Astros                                     | 51     |
| 2019 | - Rafael Devers                                   | Boston Red Sox                                     | 54     |

## Liga Nacional
| Ano  | Jogador                                       | Time(s)                                                             | Duplas |
| ---- | --------------------------------------------- | ------------------------------------------------------------------- | ------ |
| 1876 | - Ross Barnes - Dick Higham - Paul Hines      | Chicago White Stockings Hartford Dark Blues Chicago White Stockings | 21     |
| 1877 | - Cap Anson                                   | Chicago White Stockings                                             | 19     |
| 1878 | - Dick Higham                                 | Providence Grays                                                    | 22     |
| 1879 | - Charlie Eden                                | Cleveland Blues                                                     | 31     |
| 1880 | - Fred Dunlap                                 | Cleveland Blues                                                     | 27     |
| 1881 | - Paul Hines - King Kelly                     | Providence Grays Chicago White Stockings                            | 27     |
| 1882 | - King Kelly                                  | Chicago White Stockings                                             | 37     |
| 1883 | - Ned Williamson                              | Chicago White Stockings                                             | 49     |
| 1884 | - Paul Hines                                  | Providence Grays                                                    | 36     |
| 1885 | - Cap Anson                                   | Chicago White Stockings                                             | 35     |
| 1886 | - Dan Brouthers                               | Detroit Wolverines                                                  | 40     |
| 1887 | - Dan Brouthers                               | Detroit Wolverines                                                  | 36     |
| 1888 | - Dan Brouthers - Jimmy Ryan                  | Detroit Wolverines Chicago White Stockings                          | 33     |
| 1889 | - King Kelly                                  | Boston Beaneaters                                                   | 41     |
| 1890 | - Sam Thompson                                | Philadelphia Phillies                                               | 41     |
| 1891 | - Mike Griffin                                | Brooklyn Grooms                                                     | 36     |
| 1892 | - Roger Connor                                | Philadelphia Phillies                                               | 37     |
| 1893 | - Sam Thompson                                | Philadelphia Phillies                                               | 37     |
| 1894 | - Hugh Duffy                                  | Boston Beaneaters                                                   | 51     |
| 1895 | - Ed Delahanty                                | Philadelphia Phillies                                               | 49     |
| 1896 | - Ed Delahanty                                | Philadelphia Phillies                                               | 44     |
| 1897 | - Jake Stenzel                                | Baltimore Orioles                                                   | 43     |
| 1898 | - Nap Lajoie                                  | Philadelphia Phillies                                               | 43     |
| 1899 | - Ed Delahanty                                | Philadelphia Phillies                                               | 55     |
| 1900 | - Honus Wagner                                | Pittsburgh Pirates                                                  | 45     |
| 1901 | - Tom Daly - Ed Delahanty                     | Brooklyn Superbas Philadelphia Phillies                             | 38     |
| 1902 | - Honus Wagner                                | Pittsburgh Pirates                                                  | 30     |
| 1903 | - Fred Clarke - Sam Mertes - Harry Steinfeldt | Pittsburgh Pirates New York Giants Cincinnati Reds                  | 32     |
| 1904 | - Honus Wagner                                | Pittsburgh Pirates                                                  | 44     |
| 1905 | - Cy Seymour                                  | Cincinnati Reds                                                     | 40     |
| 1906 | - Honus Wagner                                | Pittsburgh Pirates                                                  | 38     |
| 1907 | - Honus Wagner                                | Pittsburgh Pirates                                                  | 38     |
| 1908 | - Honus Wagner                                | Pittsburgh Pirates                                                  | 39     |
| 1909 | - Honus Wagner                                | Pittsburgh Pirates                                                  | 39     |
| 1910 | - Bobby Byrne                                 | Pittsburgh Pirates                                                  | 43     |
| 1911 | - Ed Konetchy                                 | St. Louis Cardinals                                                 | 38     |
| 1912 | - Heinie Zimmerman                            | Chicago Cubs                                                        | 41     |
| 1913 | - Red Smith                                   | Brooklyn Superbas                                                   | 40     |
| 1914 | - Sherry Magee                                | Philadelphia Phillies                                               | 39     |
| 1915 | - Larry Doyle                                 | New York Giants                                                     | 40     |
| 1916 | - Bert Niehoff                                | Philadelphia Phillies                                               | 42     |
| 1917 | - Heinie Groh                                 | Cincinnati Reds                                                     | 39     |
| 1918 | - Heinie Groh                                 | Cincinnati Reds                                                     | 28     |
| 1919 | - Ross Youngs                                 | New York Giants                                                     | 31     |
| 1920 | - Rogers Hornsby                              | St. Louis Cardinals                                                 | 44     |
| 1921 | - Rogers Hornsby                              | St. Louis Cardinals                                                 | 44     |
| 1922 | - Rogers Hornsby                              | St. Louis Cardinals                                                 | 46     |
| 1923 | - Edd Roush                                   | Cincinnati Reds                                                     | 41     |
| 1924 | - Rogers Hornsby                              | St. Louis Cardinals                                                 | 43     |
| 1925 | - Jim Bottomley                               | St. Louis Cardinals                                                 | 44     |
| 1926 | - Jim Bottomley                               | St. Louis Cardinals                                                 | 40     |
| 1927 | - Riggs Stephenson                            | Chicago Cubs                                                        | 46     |
| 1928 | - Paul Waner                                  | Pittsburgh Pirates                                                  | 50     |
| 1929 | - Johnny Frederick                            | Brooklyn Robins                                                     | 52     |
| 1930 | - Chuck Klein                                 | Philadelphia Phillies                                               | 59     |
| 1931 | - Sparky Adams                                | St. Louis Cardinals                                                 | 46     |
| 1932 | - Paul Waner                                  | Pittsburgh Pirates                                                  | 62     |
| 1933 | - Chuck Klein                                 | Philadelphia Phillies                                               | 44     |
| 1934 | - Ethan Allen - Kiki Cuyler                   | Philadelphia Phillies Chicago Cubs                                  | 42     |
| 1935 | - Billy Herman                                | Chicago Cubs                                                        | 57     |
| 1936 | - Joe Medwick                                 | St. Louis Cardinals                                                 | 64     |
| 1937 | - Joe Medwick                                 | St. Louis Cardinals                                                 | 56     |
| 1938 | - Joe Medwick                                 | St. Louis Cardinals                                                 | 47     |
| 1939 | - Enos Slaughter                              | St. Louis Cardinals                                                 | 52     |
| 1940 | - Frank McCormick                             | Cincinnati Reds                                                     | 44     |
| 1941 | - Johnny Mize - Pete Reiser                   | St. Louis Cardinals Brooklyn Dodgers                                | 39     |
| 1942 | - Marty Marion                                | St. Louis Cardinals                                                 | 38     |
| 1943 | - Stan Musial                                 | St. Louis Cardinals                                                 | 48     |
| 1944 | - Stan Musial                                 | St. Louis Cardinals                                                 | 51     |
| 1945 | - Tommy Holmes                                | Boston Braves                                                       | 47     |
| 1946 | - Stan Musial                                 | St. Louis Cardinals                                                 | 50     |
| 1947 | - Eddie Miller                                | Cincinnati Reds                                                     | 38     |
| 1948 | - Stan Musial                                 | St. Louis Cardinals                                                 | 46     |
| 1949 | - Stan Musial                                 | St. Louis Cardinals                                                 | 41     |
| 1950 | - Red Schoendienst                            | St. Louis Cardinals                                                 | 43     |
| 1951 | - Alvin Dark                                  | New York Giants                                                     | 41     |
| 1952 | - Stan Musial                                 | St. Louis Cardinals                                                 | 42     |
| 1953 | - Stan Musial                                 | St. Louis Cardinals                                                 | 53     |
| 1954 | - Stan Musial                                 | St. Louis Cardinals                                                 | 41     |
| 1955 | - Hank Aaron - Johnny Logan                   | Milwaukee Braves                                                    | 37     |
| 1956 | - Hank Aaron                                  | Milwaukee Braves                                                    | 34     |
| 1957 | - Don Hoak                                    | Cincinnati Reds                                                     | 39     |
| 1958 | - Orlando Cepeda                              | San Francisco Giants                                                | 38     |
| 1959 | - Vada Pinson                                 | Cincinnati Reds                                                     | 47     |
| 1960 | - Vada Pinson                                 | Cincinnati Reds                                                     | 37     |
| 1961 | - Hank Aaron                                  | Milwaukee Braves                                                    | 39     |
| 1962 | - Frank Robinson                              | Cincinnati Reds                                                     | 51     |
| 1963 | - Dick Groat                                  | St. Louis Cardinals                                                 | 43     |
| 1964 | - Lee Maye                                    | Milwaukee Braves                                                    | 44     |
| 1965 | - Hank Aaron                                  | Milwaukee Braves                                                    | 40     |
| 1966 | - Johnny Callison                             | Philadelphia Phillies                                               | 40     |
| 1967 | - Rusty Staub                                 | Houston Astros                                                      | 44     |
| 1968 | - Lou Brock                                   | St. Louis Cardinals                                                 | 46     |
| 1969 | - Matty Alou                                  | Pittsburgh Pirates                                                  | 41     |
| 1970 | - Wes Parker                                  | Los Angeles Dodgers                                                 | 47     |
| 1971 | - César Cedeño                                | Houston Astros                                                      | 40     |
| 1972 | - César Cedeño - Willie Montañez              | Houston Astros Philadelphia Phillies                                | 39     |
| 1973 | - Willie Stargell                             | Pittsburgh Pirates                                                  | 43     |
| 1974 | - Pete Rose                                   | Cincinnati Reds                                                     | 45     |
| 1975 | - Pete Rose                                   | Cincinnati Reds                                                     | 47     |
| 1976 | - Pete Rose                                   | Cincinnati Reds                                                     | 42     |
| 1977 | - Dave Parker                                 | Pittsburgh Pirates                                                  | 44     |
| 1978 | - Pete Rose                                   | Cincinnati Reds                                                     | 51     |
| 1979 | - Keith Hernandez                             | St. Louis Cardinals                                                 | 48     |
| 1980 | - Pete Rose                                   | Philadelphia Phillies                                               | 42     |
| 1981 | - Bill Buckner                                | Chicago Cubs                                                        | 35     |
| 1982 | - Al Oliver                                   | Montreal Expos                                                      | 43     |
| 1983 | - Bill Buckner - Al Oliver - Johnny Ray       | Chicago Cubs Montreal Expos Pittsburgh Pirates                      | 38     |
| 1984 | - Tim Raines - Johnny Ray                     | Montreal Expos Pittsburgh Pirates                                   | 38     |
| 1985 | - Dave Parker                                 | Cincinnati Reds                                                     | 42     |
| 1986 | - Von Hayes                                   | Philadelphia Phillies                                               | 46     |
| 1987 | - Tim Wallach                                 | Montreal Expos                                                      | 42     |
| 1988 | - Andrés Galarraga                            | Montreal Expos                                                      | 42     |
| 1989 | - Pedro Guerrero - Tim Wallach                | St. Louis Cardinals Montreal Expos                                  | 42     |
| 1990 | - Gregg Jefferies                             | New York Mets                                                       | 40     |
| 1991 | - Bobby Bonilla                               | Pittsburgh Pirates                                                  | 44     |
| 1992 | - Andy Van Slyke                              | Pittsburgh Pirates                                                  | 45     |
| 1993 | - Charlie Hayes                               | Colorado Rockies                                                    | 45     |
| 1994 | - Craig Biggio - Larry Walker                 | Houston Astros Montreal Expos                                       | 43     |
| 1995 | - Mark Grace                                  | Chicago Cubs                                                        | 51     |
| 1996 | - Jeff Bagwell                                | Houston Astros                                                      | 48     |
| 1997 | - Mark Grudzielanek                           | Montreal Expos                                                      | 54     |
| 1998 | - Craig Biggio                                | Houston Astros                                                      | 51     |
| 1999 | - Craig Biggio                                | Houston Astros                                                      | 56     |
| 2000 | - Todd Helton                                 | Colorado Rockies                                                    | 59     |
| 2001 | - Lance Berkman                               | Houston Astros                                                      | 55     |
| 2002 | - Bobby Abreu                                 | Philadelphia Phillies                                               | 50     |
| 2003 | - Albert Pujols                               | St. Louis Cardinals                                                 | 51     |
| 2004 | - Lyle Overbay                                | Milwaukee Brewers                                                   | 53     |
| 2005 | - Derrek Lee                                  | Chicago Cubs                                                        | 50     |
| 2006 | - Freddy Sanchez                              | Pittsburgh Pirates                                                  | 53     |
| 2007 | - Matt Holliday                               | Colorado Rockies                                                    | 50     |
| 2008 | - Lance Berkman - Nate McLouth                | Houston Astros Pittsburgh Pirates                                   | 46     |
| 2009 | - Miguel Tejada                               | Houston Astros                                                      | 46     |
| 2010 | - Jayson Werth                                | Philadelphia Phillies                                               | 46     |
| 2011 | - Joey Votto                                  | Cincinnati Reds                                                     | 40     |
| 2012 | - Aramis Ramírez                              | Milwaukee Brewers                                                   | 50     |
| 2013 | - Matt Carpenter                              | St. Louis Cardinals                                                 | 55     |
| 2014 | - Jonathan Lucroy                             | Milwaukee Brewers                                                   | 53     |
| 2015 | - Matt Carpenter                              | St. Louis Cardinals                                                 | 44     |
| 2016 | - Daniel Murphy                               | Washington Nationals                                                | 47     |
| 2017 | - Nolan Arenado - Daniel Murphy               | Colorado Rockies Washington Nationals                               | 43     |
| 2018 | - Freddie Freeman - Anthony Rendon            | Atlanta Braves Washington Nationals                                 | 44     |
| 2019 | - Anthony Rendon - Corey Seager               | Washington Nationals Los Angeles Dodgers                            | 44     |

## American Association
| Ano  | Jogador                       | Time(s)                                  | Duplas |
| ---- | ----------------------------- | ---------------------------------------- | ------ |
| 1882 | - Mike Mansell - Ed Swartwood | Pittsburgh Alleghenys                    | 18     |
| 1883 | - Harry Stovey                | Philadelphia Athletics                   | 31     |
| 1884 | - Sam Barkley                 | Toledo Blue Stockings                    | 39     |
| 1885 | - Henry Larkin                | Philadelphia Athletics                   | 37     |
| 1886 | - Henry Larkin                | Philadelphia Athletics                   | 36     |
| 1887 | - Tip O'Neill                 | St. Louis Browns                         | 52     |
| 1888 | - Hub Collins                 | Louisville Colonels Brooklyn Bridegrooms | 31     |
| 1889 | - Curt Welch                  | Philadelphia Athletics                   | 39     |
| 1890 | - Cupid Childs                | Syracuse Stars                           | 33     |
| 1891 | - Jocko Milligan              | Philadelphia Athletics                   | 35     |

## Federal League
| Ano  | Jogador       | Time(s)                               | Duplas |
| ---- | ------------- | ------------------------------------- | ------ |
| 1914 | - Benny Kauff | Indianapolis Hoosiers                 | 44     |
| 1915 | - Steve Evans | Brooklyn Tip-Tops Baltimore Terrapins | 34     |

## Player's League
| Ano  | Jogador         | Time(s)           | Duplas |
| ---- | --------------- | ----------------- | ------ |
| 1890 | - Pete Browning | Cleveland Infants | 40     |

## Union Association
| Ano  | Jogador         | Time              | Duplas |
| ---- | --------------- | ----------------- | ------ |
| 1884 | - Orator Shafer | St. Louis Maroons | 40     |

## National Association

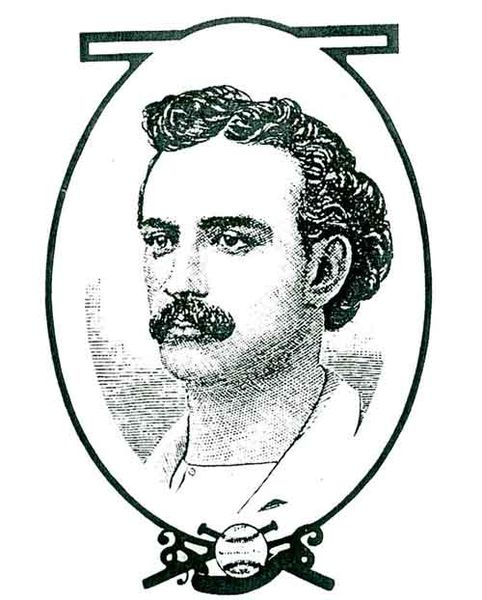
Lip Pike

| Ano  | Jogador       | Time(s)               | Duplas |
| ---- | ------------- | --------------------- | ------ |
| 1871 | - Cap Anson   | Rockford Forest Citys | 11     |
| 1872 | - Ross Barnes | Boston Red Stockings  | 28     |
| 1873 | - Ross Barnes | Boston Red Stockings  | 29     |
| 1874 | - Lip Pike    | Hartford Dark Blues   | 22     |
| 1875 | - Cal McVey   | Boston Red Stockings  | 36     |